# Walter H. Gale House
Das Walter H. Gale House liegt in Oak Park, Illinois, einem Vorort von Chicago und wurde 1893 von dem Architekten Frank Lloyd Wright entworfen und errichtet. Das Gebäude ist nach Walter H. Gale benannt, einem Mitglied einer bekannten Familie aus Oak Park und ist das erste Wohnhaus, das Wright entworfen hat, nachdem er die Firma von Dankmar Adler und Louis Sullivan verlassen hatte. Das Gebäude wurde am 17. August 1973 in das National Register of Historic Places eingeschrieben.

## Geschichte
Das 1893 entstandene Gebäude war von Frank Lloyd Wright für Walter Gale entworfen worden. Dieser war ein örtlicher Ladenbesitzer. Es handelte sich um den ersten Entwurf Wrights, nachdem er die Firma Adler & Sullivan verlassen hatte. Der Baustil folgte dem von Wrights eigenem Wohnhaus und das Haus war eines in einer Reihe von bescheidenen Häusern, die Wright 1892 und 1893 entwarf. Zwei dieser Häuser wurden für Walter Gale aus spekulativen Gründen errichtet, das andere ist das Robert P. Parker House, das etwas entfernt vom Gale House auf der Chicago Avenue stand. Das Gale House hat wie alle Wohnhäuser in dieser Serie symmetrische Seiten, die aber schwer zu erkennen sind, weil die anliegenden Gebäude zu nahe sind. Es erscheint klein, ist aber geräumig und folgt ziemlich genau den Plänen für die anderen Häuser, die Wright um 1893 entwarf und baute. Trotzdem gibt es Unterschiede, vor allem bei der Form der Dächer.

## Architektur

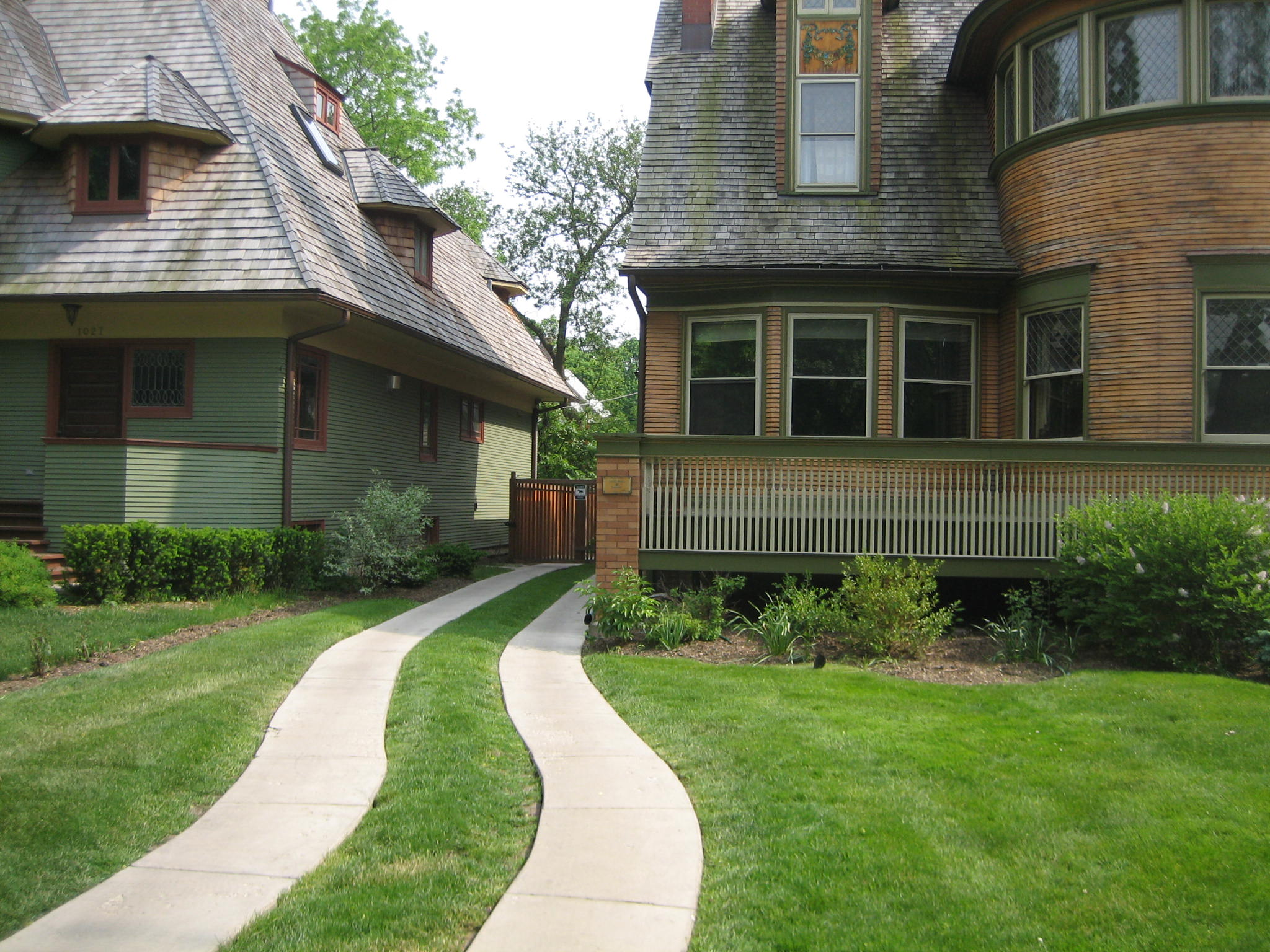
Das Gale House steht ziemlich nahe bei benachbarten Bauwerken. Das Gebäude links ist ein anderes von Frank Lloyd Wright projektiertes Haus, das Thomas H. Gale House.

Das Gebäude ist geometrisch im Queen Anne Style entworfen und verdeutlicht Wrights Vorliebe für informelles Planen. Das Queen-Anne-Design des Hauses zeigt, wie weit Frank Lloyd Wright, durch seinen ersten Lehrer Louis Sullivan beeinflusst, noch zu gehen hatte, bevor er seinen frühen modernen Stil fand, der als Prairie Style voll entwickelt war. Das Gale House ist eindeutig ein Haus im Queen-Anne-Stil, Zeugnisse davon sind zu finden in der Komplexität des Baukörpers, den Dachgauben, den Fenstern im Palladium-Stil in den Seitengiebeln und in der mannigfaltigen Beschaffenheit der Schindeln, Verkleidungen und Ziegelsteinen sowie die Bleiverglasung. Trotz der auffallenden Queen-Anne-Elemente zeugt das Gale House von einer geometrischen Einfachheit, die unkonventionell ist. Sie stellt den Beginn von Frank Lloyd Wrights Weg dar, sich selbst von den Zwängen der historischen Baustile zu befreien.
Die Fachwerkkonstruktion des Hauses ist auf ein Fundament aus Granit gestellt und auf der Außenseite mit zumeist schmalen Schindeln verkleidet. Die ursprüngliche Rhombenfenster mit den Bleiglasschieben sind intakt. Im Inneren des Erdgeschosses befinden sich das Treppenhaus, ein Empfangszimmer, Wohnzimmer, Esszimmer, Küche und Speisekammer. Die Halle ist mit Paneelen aus geölten Birkenholz verkleidet und die Treppe ist von sich nach oben verjüngenden Geländersäulen umrahmt. Im 1. Obergeschoss sind vier Schlafzimmer, eines davon mit einem Badezimmer und offenem Kamin. Im 2. Obergeschoss befindet sich ein großer Raum, der an der Ost-West-Achse ausgerichtet ist.

## Bedeutung
Das Haus ist das früheste unabhängige Werk Frank Lloyd Wrights und deswegen besonders wichtig in Wrights Entwicklung für die Verbindung von einem eher traditionellen Stil, in diesem Fall dem Queen-Anne-Stil, hin zu den späteren Entwürfen seines frühen modernen Stils. Das Gebäude zeigt auch den Einfluss, den Louis Sullivan auf den jungen Architekten hatte und auf die disziplinierte geometrische Linie, der Wright letztlich mit seinen Entwürfen folgte. Als das Walter H. Gale House am 17. August 1973 in das National Register of Historic Places eingetragen wurde, hat es die Gemeinde Oak Park auch als eine örtliche Landmarke registriert.